# Джергенс, Адель
Аде́ль Дже́ргенс (англ. Adele Jergens; 26 ноября 1917[…] или 1922, Бруклин, Нью-Йорк — 22 ноября 2002[…], Камарильо, Калифорния) — американская актриса и танцовщица.

## Биография

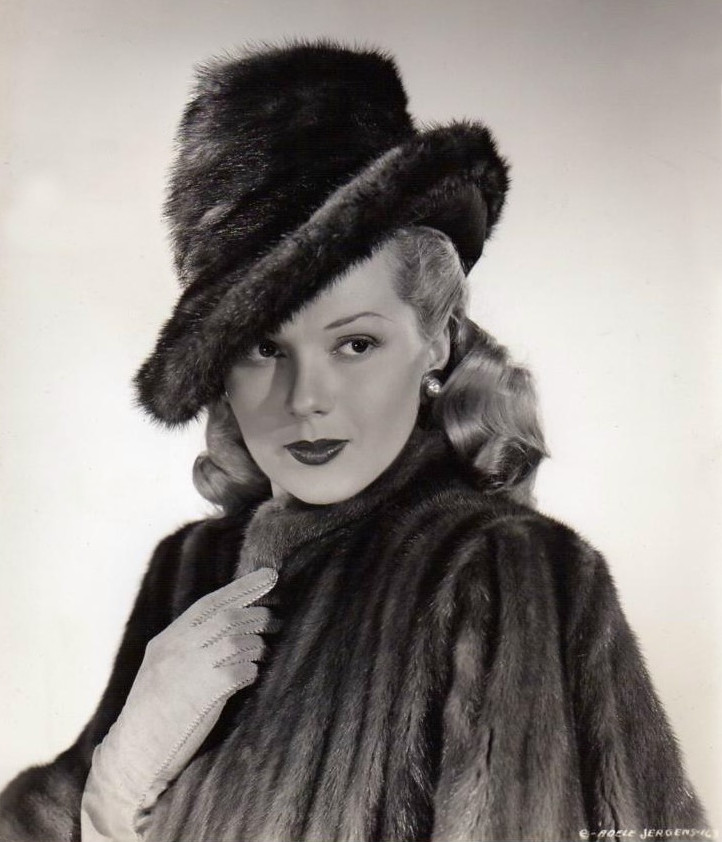
Джергенс в 1945 году.

Родилась в Бруклине, Нью-Йорк. Впервые появилась на публике в конце 1930-х, годов когда на Всемирной выставке в Нью-Йорке в 1939 году была признана «Прекраснейшей Мисс Мира». В начале 1940-х годов Джергенс работала в танцевальной труппе «Рокеттс», и была признана одной из лучших танцовщиц Нью-Йорка.
После нескольких лет работы в качестве модели и хористки, ей удалось попасть в Голливуд и подписать в 1944 году контракт с «Коламбия Пикчерз», из жгучей брюнетки она стала платиновой блондинкой. Её кинокарьера началась с роли в фильме «Чёрная стрела» (1944), после чего последовали картины «С небес на землю» (1947), «Тёмное прошлое» (1948), «Хористки» (1948), «Звук ярости» (1950) и «Путешествующая продавщица» (1950).
На съёмках нуара «Сокровища Монте-Кристо» в 1949 году Джергенс познакомилась со своим будущим супругом — актёром Гленном Ланганом, за которого в 1951 году вышла замуж. В 1952 году у пары родился сын Трэйси Ланган, ставший актёром как и родители.
В 1950-е годы Джергенс продолжала сниматься как в кино («Звук ярости», «Эбботт и Костелло встречают человека-невидимку», «День, когда Земле пришел конец»), так и на телевидении («Шоу Джорджа Бёрнса и Грейси Аллен», «Освободите место для папочки», «Солдаты удачи»), завершив свою карьеру в 1956 году.
В 1991 году от лимфомы скончался муж актрисы Гленн Ланган, а в 2001 году от рака умер её единственный сын.
Смерть сына сильно подкосила здоровье актрисы, и спустя год она скончалась от пневмонии, не дожив четырёх дней до своего 85-летия. Её вклад в киноиндустрию США отмечен звездой на голливудской «Аллее славы».